# Ji'ergalangtu (socken i Kina, lat 42,33, long 111,62)
Ji'ergalangtu (kinesiska: 吉尔嘎郎图, 吉尔嘎郎图苏木) är en socken i Kina. Den ligger i den autonoma regionen Inre Mongoliet, i den norra delen av landet, omkring 170 kilometer norr om regionhuvudstaden Hohhot. Antalet invånare är 3101. Befolkningen består av 1 308 kvinnor och 1 793 män. Barn under 15 år utgör 11,0 %, vuxna 15-64 år 84 %, och äldre över 65 år 4,0 %.
Genomsnittlig årsnederbörd är 373 millimeter. Den regnigaste månaden är juli, med i genomsnitt 89 mm nederbörd, och den torraste är januari, med 2 mm nederbörd.